# مينه أنور
مينه أنور (بالإنجليزية: Mina Anwar)‏ هي ممثلة بريطانية، ولدت في 20 سبتمبر 1969 في المملكة المتحدة.

## وصلات خارجية
- مينه أنور على موقع IMDb (الإنجليزية)
- مينه أنور على موقع روتن توميتوز (الإنجليزية)
- مينه أنور على موقع ألو سيني (الفرنسية)
- مينه أنور على موقع قاعدة بيانات الفيلم (الإنجليزية)
- مينه أنور على موقع كينوبويسك (الروسية)